# 賈斯珀鎮區 (伊利諾伊州韋恩縣)
賈斯珀鎮區（英語：Jasper Township）是位於美國伊利諾伊州韋恩縣的一個行政鎮區。

## 地方資料
根據2010年美國人口普查的數據，賈斯珀鎮區的面積為86.10平方千米，當中陸地面積為85.90平方千米，而水域面積為0.20平方千米。當地共有人口1730人，而人口密度為每平方千米20.09人。